# Lordomyrma nigra
Lordomyrma nigra é uma espécie de formiga do gênero Lordomyrma, pertencente à subfamília Myrmicinae.